# Кумшацький
Кумша́цький — вантажно-пасажирська залізнична станція Донецької дирекції Донецької залізниці.
Розташована в селищі Кумшацьке, поруч с. Димитрова, Шахтарський район, Донецької області на перетині двох ліній Чорнухине — Торез та Кумшацький — Бункерна між станціями Рідкодуб (8 км) та Розсипна (19 км).
Через військову агресію Росії на сході України транспортне сполучення припинене.